# Neuhaus (hrad, Windischeschenbach)
Neuhaus je hrad ostrožného typu ve vsi Neuhaus, části města Windischeschenbach v okrese Neustadt an der Waldnaab v severní části Horní Falce v Německu. Pozoruhodným prvkem hradu je volně stojící tzv. máselná věž (Butterfassturm), která svou mohutnou základnou a úzkou horní konstrukcí připomíná máselnici.
Hrad Neuhaus není klasickým rytířským sídlem, ale spíše opevněným loveckým zámečkem.

## Dějiny
Hrad nechal kolem roku 1300 postavit lankrabě Ulrich I. z Leuchtenbergu. Hrad byl několikrát zastaven klášteru ve Waldsassenu, poprvé v roce 1328, až jej nakonec v roce 1515 tomuto cisterciáckému klášteru prodal lankrabě Jan IV. z Leuchtenbergu. V roce 1614 byl hradní komplex obnoven a klášter jej využíval jako sídlo klášterního hospodářství. Klášter jej využíval až do sekularizace v roce 1803. V roce 1820 koupilo budovu městečko Neuhaus a od té doby ji využívalo jako obecní úřad a školu. Dnes sídlí v zámku Neuhaus s věží Butterfass Muzeum přírodní památky Waldnaabtal.